# Porder

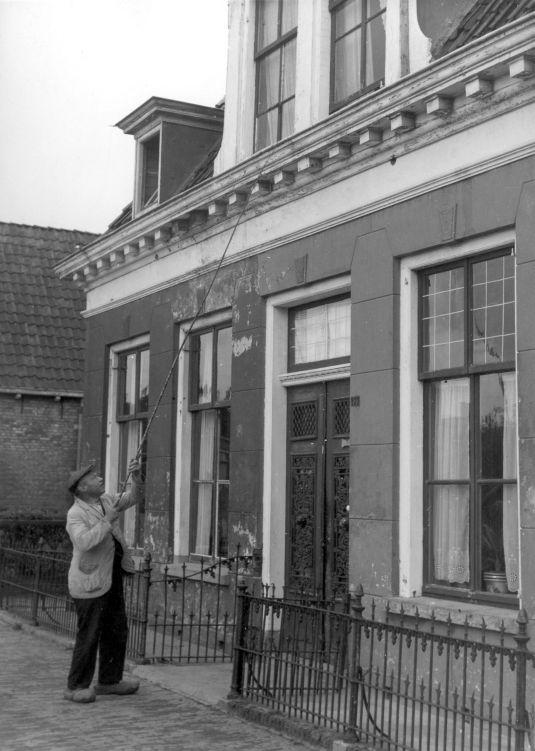
Een porder in Leeuwarden, 1947.

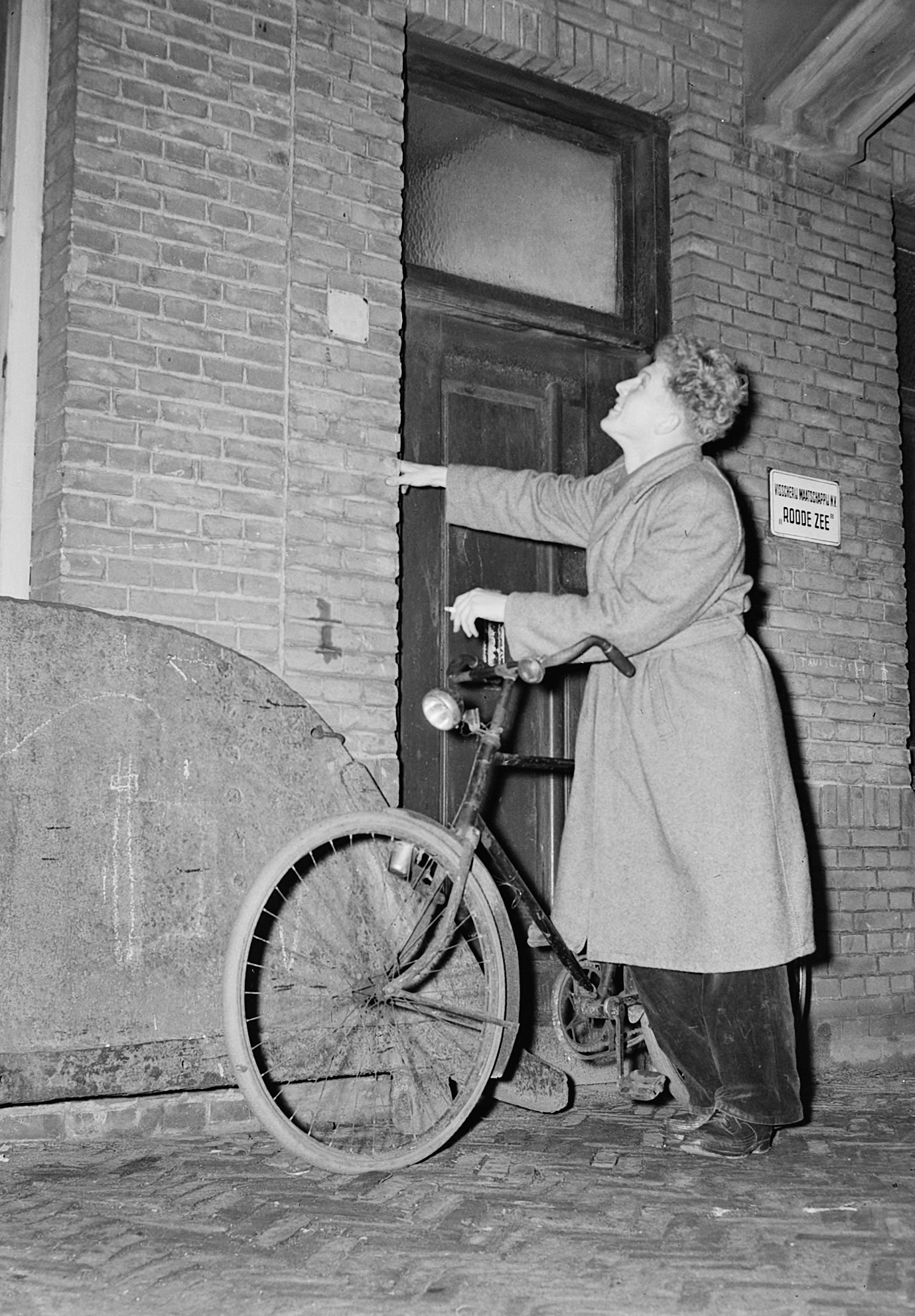
Nachtporder te IJmuiden in 1951

Een porder was iemand die, voor de komst van wekkers, 's morgens langs de deuren ging om mensen te wekken. Dit gebeurde meestal doordat de porder met zijn stok op de deur of tegen het slaapkamerraam tikte (porde). Met name in de steden kon men in vroeger tijden veel porders vinden. Soms werden porders betaald door bedrijven die hun personeel graag op tijd zagen verschijnen.
In de jaren dertig waren er in Amsterdam nog drie porders actief. Het beroep van porder bleef tot en met 1945 bestaan, ook daarna waren porders uit naam van een specifieke werkgever nog jaren actief. Het verkrijgbaar worden van goedkope massageproduceerde wekkers betekende het einde voor deze beroepsgroep. 